# TDK

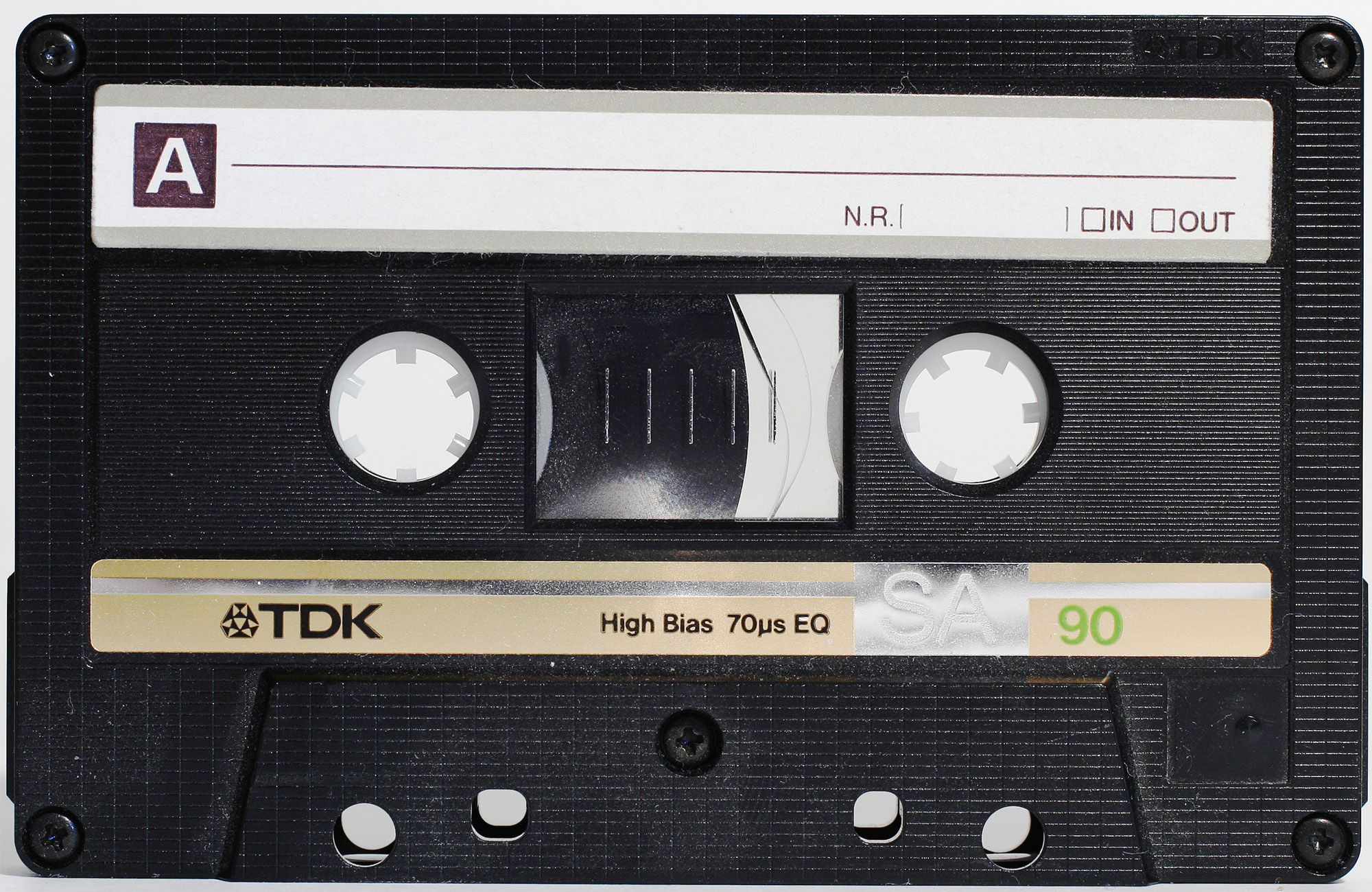
Kassettband från TDK

TDK är ett japanskt företag och varumärke inom elektronisk datalagring, elektroniska komponenter och materialteknik. 
TDK är en akronym för Tokyo Denki Kagaku Kogyo K.K. Företaget grundades i Tamura-cho, Shiba-ku i Tokyo för kommersiell produktion av magnetiska ferritiska järnkärnor till elektromagneter. TDK började tillverka kassettband 1966, inspelningsbara CD-skivor 1992. År 2004 anslöt sig företaget som första tillverkare av inspelningsbar media till Blu-ray-formatet. De första inspelningsbara Blu-ray-skivorna från TDK släpptes till marknaden 2006.